# Cenei
Cenei es una comuna ubicada en el distrito de Timiș, Rumania.

## Superficie
Posee una superficie de 68,23 kilómetros cuadrados.

## Demografía
Hasta 2021 la población era de 2760 habitantes, con una densidad de población de 40,45 habitantes por kilómetro cuadrado.